# Хелянь
Хелянь (Холян) (д/н — бл. 186) — 2-й володар держави сяньбі у 181—186 роках.

## Життєпис
Син Тяньшихуая. В дитинстві звався Даніші. Спадкував владу в 181 році. Відповідно до китайських джерел уславився жадібністю, недотриманням законів та розпутством. Тому 182 року частина сяньбі відкололася від нього. Втім найпевніше держава сяньбі сама по собі не була міцним утворенням. Різні племена сяньбі поєднав своїм авторитетом Тяньшихуай. Своєю чергою Хелянь не мав необхідної політичної ваги.
184 року надав допомогу Чжан Шуню, губернатору провінції Чжуншань. що повстав проти ханського уряду. Ймовірно, саме для зміцнення авторитету та задля захоплення здобичі здійснив декілька походів на китайські прикордонні землі, проте зазнав невдачі. Під час штурму однієї з фортець 186 року його було вбито стрілою. Це сталося наприкінці панування ханського імператора Лю Хуна. Спадкував син Цяньмань.